# Botanischer Garten Baltschik

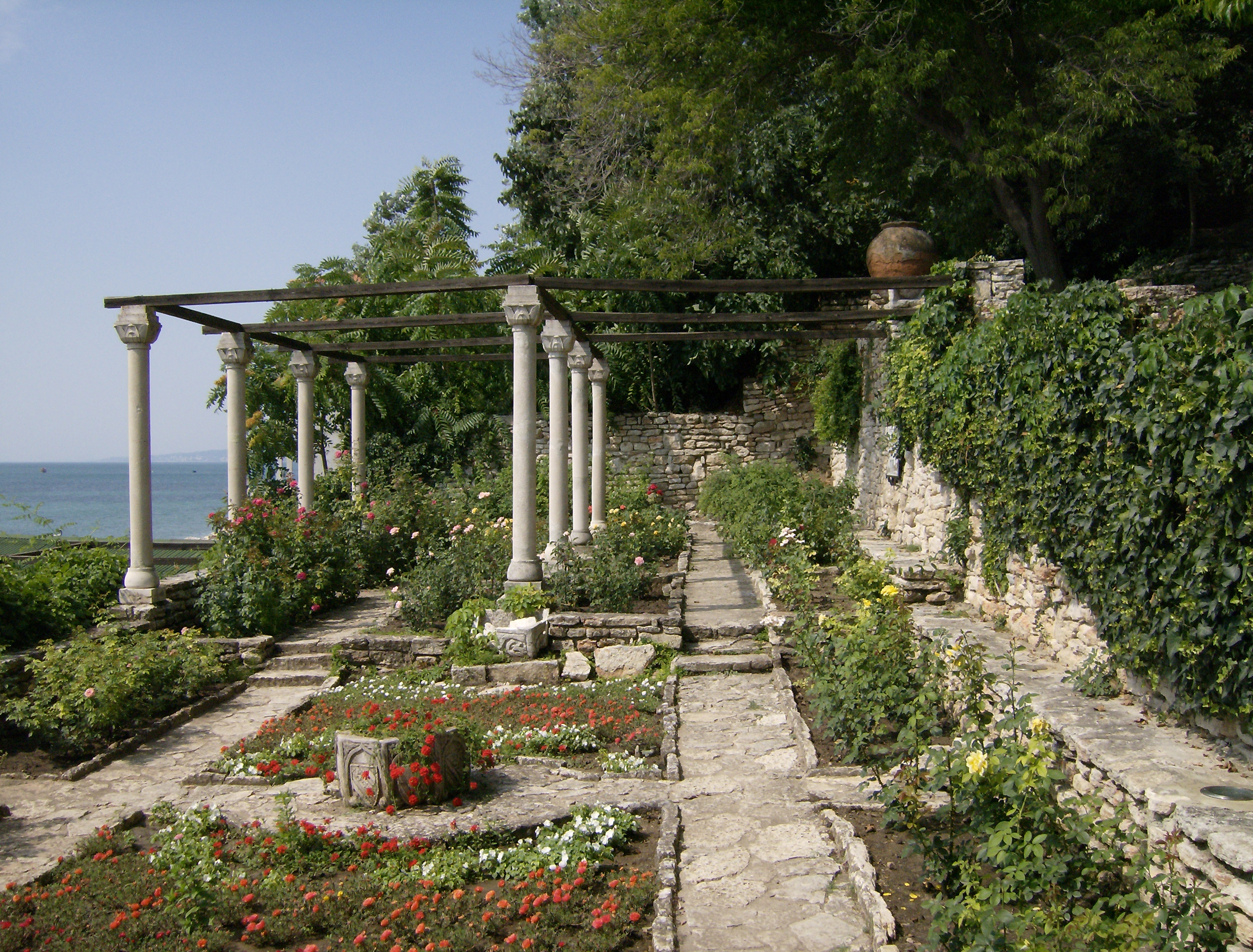
Rosengarten mit Pergola im Botanischen Garten

Der Botanische Universitätsgarten in Baltschik (bulgarisch Университетска ботаническа градина Uniwersitetska botanitscheska gradina) befindet sich in Baltschik, einer kleinen Hafenstadt am Schwarzen Meer im Nordosten Bulgariens. Er gehört zur Universität Sofia.

## Geschichte
Der 1955 gegründete Park umfasst heute (Stand 2021) eine Fläche von 194 Hektar. Ein großer Teil seines Territoriums hat den Status eines Schutzgebiets nach dem Protected Areas Act. Innerhalb des Schutzgebiets können die natürlichen Ökosysteme und die reiche Artenvielfalt der Region beobachtet werden. Der botanische Garten gehört zu den 100 nationalen Sehenswürdigkeiten.
Der Botanische Garten befindet sich in dem architektonischen Parkkomplex „Der Palast“, der zu Beginn des 20. Jahrhunderts die Sommerresidenz der rumänischen Königin Maria war, und ist Teil dieses Komplexes. Der Garten wurden in er Zeit von 1924 bis 1935 von dem Gartenarchitekten Jules Janine angelegt.
Entlang des Ufers, auf einem Gelände mit großen Erhebungen, erstrecken sich terrassenförmige Gärten, die durch steile Treppen, grüne Tunnel und Bögen miteinander verbunden sind.
1955 erhielt die Universität von Sofia die Möglichkeit, einen Botanischen Garten anzulegen, in dem Studenten unter Leitung von Daki Jordanow forschten. Nach und nach änderte sich die Funktion des Geländes, und aus einem Park mit repräsentativen Aufgaben wurde ein Botanischer Garten – eine Einrichtung mit wissenschaftlichen und pädagogischen Aufgaben, die der Öffentlichkeit zugänglich ist.
Offiziell eröffnet wurde er anlässlich seines 50-jährigen Bestehens.

## Sammlung
Der Botanische Garten ist auf die Entwicklung von Sammlungen tropischer und subtropischer Gewächse spezialisiert. Die großen Kakteen und Sumpfpflanzen werden in den wärmeren Monaten auf einer Fläche von etwa einem Hektar im Freien ausgestellt. Im Jahr 2012 wurde die Dauerausstellung für Kakteen und Sukkulenten eröffnet. Auch ein Garten mit winterharten Kakteen kann besichtigt werden.
Zu den exotischen Arten, die im Park seit königlichen Zeiten erfolgreich erhalten wurden, zählen Gummibaum, Bonbonbaum, Buchbaum, Ginkgo, Metasequoia, großblütige Magnolie, Fliederbaum und andere mehr. In den Gewächshäusern des Gartens reifen Zitronen und andere exotische Früchte wie Bananen oder Papayas. Weitere Besonderheiten sind die Teppichbepflanzung im Göttlichen Garten, die Parterres und Bereiche mit einjährigen Frühjahrs- und Sommerblumen, alpiner und aquatischer Vegetation, Farnen, Lianen, blühenden und immergrünen Sträuchern. Über 4600 Pflanzenarten werden im Garten angebaut.
Der Botanische Garten der Universität ist über die touristische Attraktion hinaus ein Ort für Forschung und wissenschaftliche Aktivitäten, Praktika für Studenten sowie Initiativen zur Umwelterziehung und Kunst.
Der Garten ist ein Rettungszentrum für seltene und gefährdete Arten im Rahmen des Washingtoner Artenschutzabkommens. Er ist Mitglied des World Botanic Gardens Council BGCI, des European Botanic Gardens Consortium und des Botanic Gardens Environmental Education Network (EBGEN). Er nimmt mit seinen Sammlungen am Saatgutaustausch Index Seminum mit botanischen Gärten aus der ganzen Welt teil.